# Брюнес (хокейний клуб)
«Брюнес» ІФ (швед. Brynäs Idrottsförening) — хокейний клуб з міста Євле, Швеція.

## Історія
Заснований у 1955 році. Виступає в чемпіонаті Швеції у Шведській хокейній лізі. 
Домашні ігри команда проводить на «Лекероль-Арені» (8265 глядачів). Кольори клубу чорний і жовтий.

## Досягнення
Чемпіон Швеції (1964, 1966, 1967, 1968, 1970, 1971, 1972, 1976, 1977, 1980, 1993, 1999, 2012). Фіналіст Кубка європейських чемпіонів (1972, 1973).

## Відомі гравці
Найсильніші гравці різних років: 
- воротарі: Вільям Лефквіст, Оке Лілльєбйорн, Мікаель Сундлев, Юган Гольмквіст;
- захисники: Стіг Естлінг, О. Сальмінг, Бер'є Сальмінг, М. Чільстрем, Томмі Шедін, Н. Валлін;
- нападаники: Ларс-Йоран Нільссон, Торд Лундстрем, Гокан Вікберг, Х. Ліндберг, Стефан Карлссон, Інге Гаммарстрем, Л-Г. Лундберг, Л.-Е. Ерікссон, Матс Неслунд, Віллі Ліндстрем, Л. Іварссон, Уве Мулін, К. Андерссон, Андреас Даккелль, Євген Давидов, Дмитро Денисов, Мікко Луові.

Найбільших успіхів у роботі з клубом досяг тренер Т. Сандлін в 1970—1972, 1976 і 1977 роках.